# Rheinardia
Rheinardia – rodzaj ptaków z podrodziny bażantów (Phasianinae) w obrębie rodziny kurowatych (Phasianidae).

## Zasięg występowania
Rodzaj obejmuje gatunki występujące w południowo-wschodniej Azji (Laos, Wietnam i Malezja).

## Morfologia
Długość ciała samic 74–75 cm (ogon 35–43 cm), samców 190–235 cm (ogon 120–173 cm).

## Systematyka

### Etymologia
Rheinardia (Rheinardius, Rheinartius, Rheinhardius): ppłk. Pierre-Paul Rheinart (1840–1902), Armée de terre, odkrywca w Laosie w roku 1869, Chargé d’affaires w Annamie i Tonkinie w latach 1875–1876 i 1879–1883, rezydent generalny w Annamie w latach 1884 i 1888–1889, myśliwy specjalizujący się w łowach na grubego zwierza.

### Podział systematyczny
Do rodzaju należą następujące gatunki:
- Rheinardia ocellata (Elliot, 1871) – argus czubaty
- Rheinardia nigrescens Rothschild, 1902 – argus górski